# Rocca di Pierle
La rocca di Pierle è un castello in rovina nei dintorni del paese di Mercatale, nel comune di Cortona, in provincia di Arezzo. 
Edificato nell'XI secolo e rimaneggiato nel 1371 al fine di tutelare Cortona dall'aggressività di Perugia, è noto per l'eccidio di un gruppo di cospiratori, voluto da Uguccio Casali, di cui fu teatro nel 1387. Fu consapevolmente fatto sventrare nelle parti interne nel 1576 per ordine del granduca di Toscana Francesco I de' Medici, dato che costituiva un potenziale ricovero per i suoi nemici.

## Storia e descrizione

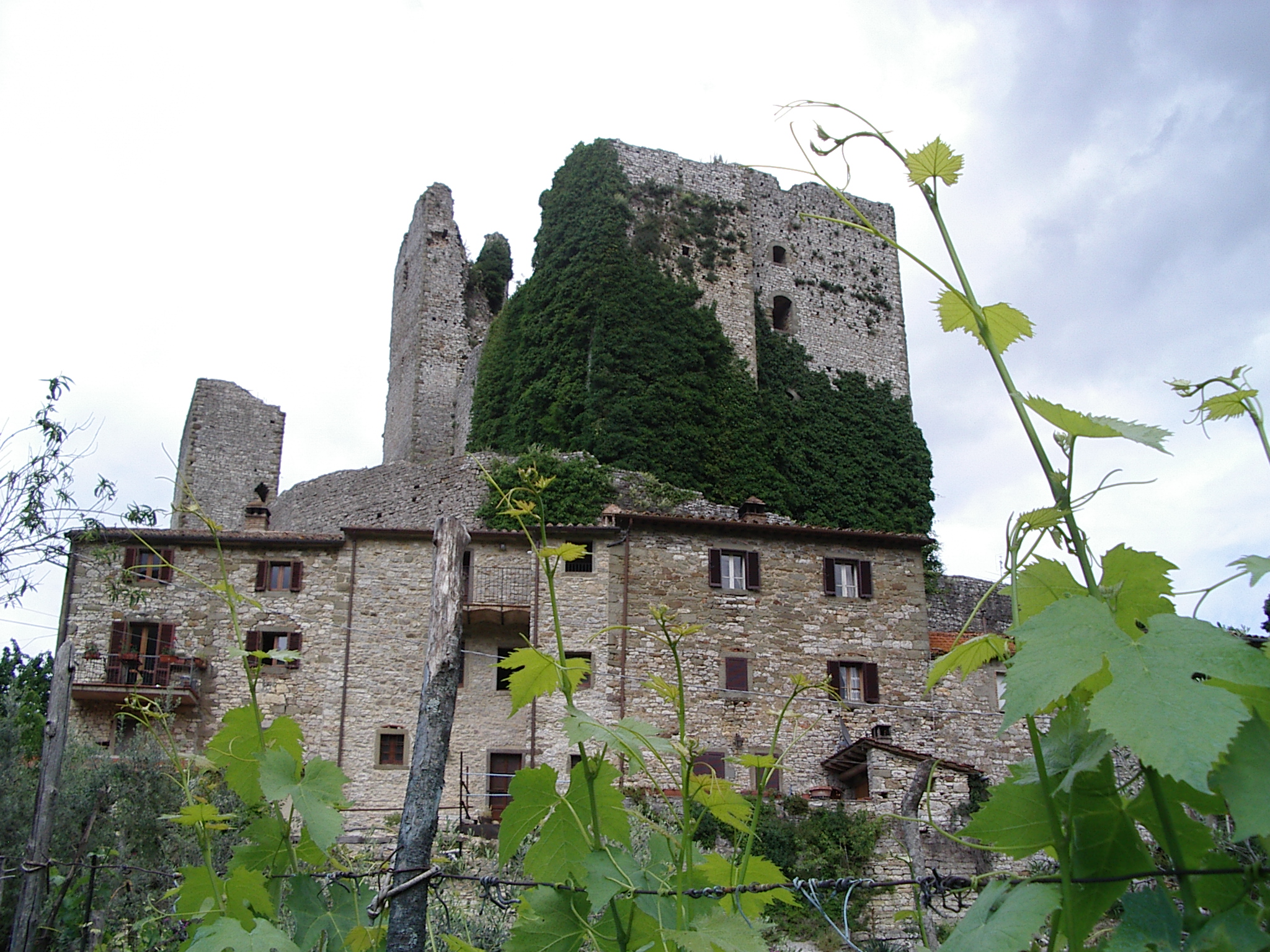
La torre e il borgo

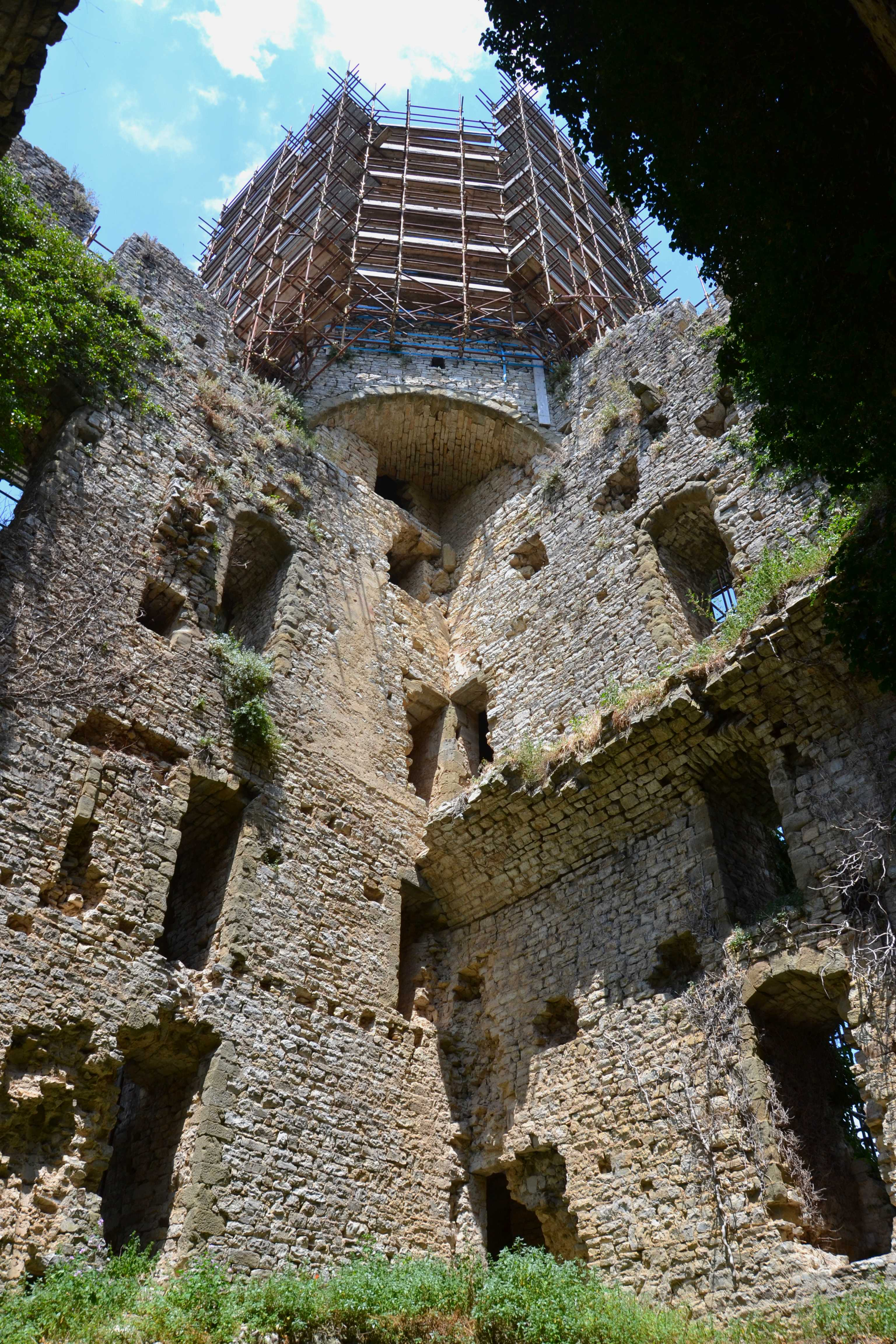
Scorcio dell'interno

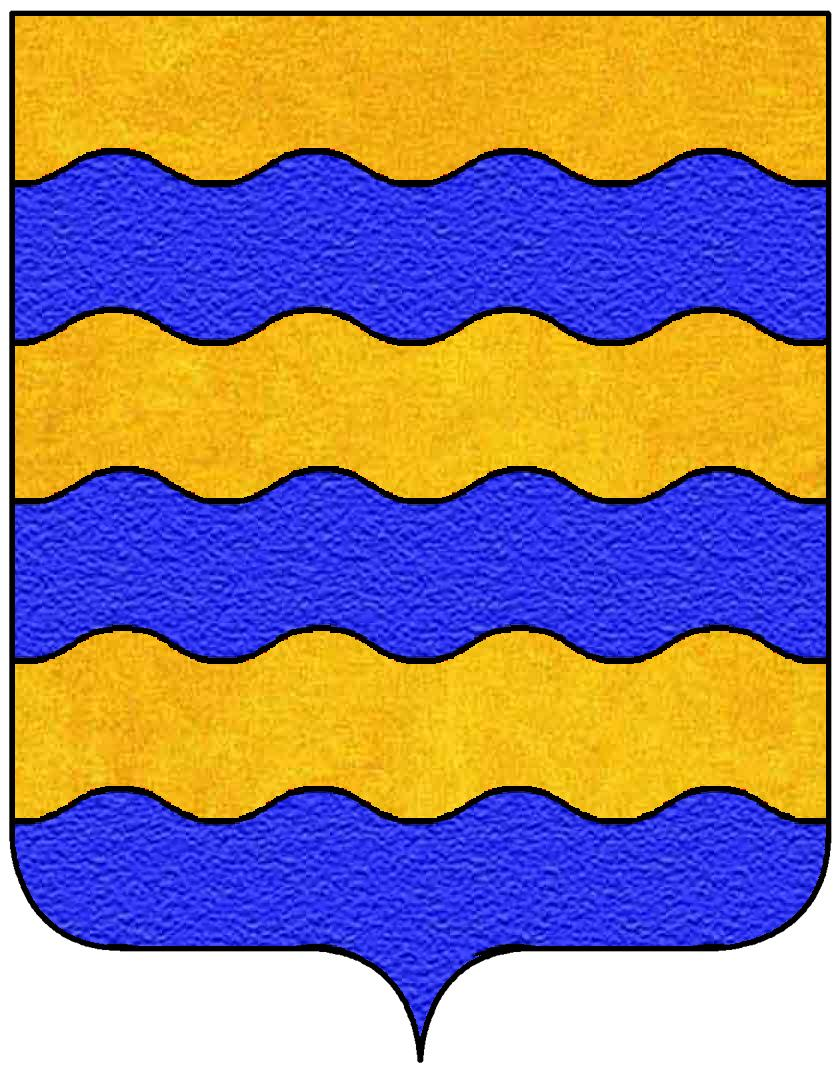
Arma dei Casali

Il castello è stato costruito in una zona per l'epoca strategica, poiché rappresentava un passaggio obbligato verso la Val di Chiana, il lago Trasimeno e la Valtiberina.
I primi proprietari sono stati i marchesi del Monte Santa Maria che sottoscrissero un patto di amicizia con Cortona nei primi anni del XIII secolo.
Nel 1225 la nobile famiglia perugina Degli Oddi, storica rivale dei Baglioni, prese possesso della fortezza e del territorio circostante.
Nel 1236 i Casali, influente casata cortonese, nella persona di Ranieri, presero il controllo del fortilizio. Il 26 ottobre del 1325 al pronipote Ranieri II fu conferito il titolo di signore sovrano di Cortona e Pierle dal Consiglio Generale del Comune, nomina confermata nel 1331 dalla repubblica fiorentina. Gli succedettero Bartolomeo I (1351-1363), Francesco I (1363-1375), Nicola Giovanni (1375-1384, morto di peste nel castello), Aloigi Battista (1384-1409), Francesco II Senese (1409-1411).
Nel 1371 Francesco I Casali, fece costruire il castello, su progetto del figlio Ranieri, cavaliere di Rodi, sui resti della medievale struttura. La sua primaria funzione era di difendere la città di Cortona, da cui distava 16 chilometri, dalla nemica Perugia.
La rocca doveva essere custodita da un castellano che percepiva un salario mensile di 40 lire: dipendevano da lui cinque balestrieri e quattro armigeri che avevano anche il compito di sorvegliare l'appartamento gentilizio. Le consorti dei signori di Pierle appartenevano alle prosapie degli Ubaldini, Antelminelli, dei Da Varano, Da Polenta, Brancaleoni di Piobbico, Salimbeni.
Il più significativo fatto d'armi svoltosi nel forte fu il massacro, nel 1387, di sessanta ribelli (vennero imprigionati, torturati e uccisi), ordinato da Uguccio Casali. Nel 1411 Pierle fu alienata, per 1200 fiorini, dal re di Napoli Ladislao d'Angiò-Durazzo (1376-1414) alla repubblica di Firenze. Nel 1576 
il sovrano toscano Francesco I de' Medici (1541-1587) fece sfondare il maniero all'interno per impedire che "vi si annidassero i malfattori" sia del granducato che dello Stato Pontificio, confinanti proprio nella val di Pierle. A causa di questo atto vandalico oggi restano solo importanti vestigia esterne.
La pianta del castello è di forma rettangolare, smussata agli angoli. Il muro di cinta, in discrete condizioni, è lungo 220 metri, il palazzo 28. Rimangono evidenti ancora due dei quattro torrioni, le garitte, i camminamenti di ronda, la scanalatura del ponte levatoio, i condotti per l'acqua piovana, le feritoie. I muri sono di pietra calcarea lavorata a martello, gli spigoli in pietra serena digrossata a scalpello, geliva e sgrana. Le case del borgo sono state edificate con materiale di recupero della rocca. La superficie del sito misura 3500 m².
Dal 1885 al 1920 il possedimento di Pierle era di proprietà della famiglia Boldrini, poi passò a Gaetano Caporali, cui subentrarono gli eredi.